# Babouche
La babouche est une chaussure en cuir, traditionnelle dans le monde musulman.

## Étymologie
Le terme « babouche » est emprunté au turc pāpuš, signifiant « chaussure » qui, lui-même, est issu du persan pāpuš (پاپوش), signifiant également « chaussure ». Ce dernier est formé à partir de pā, qui signifie « pied », et de puš, qui signifie « couvrir ».
La babouche (en arabe : بلغة, balghra ; شربيل, charbil) apparaît au IIIe siècle apr. J.-C. et était portée par les femmes qui devaient cacher le bout de leurs pieds. Elle sera aussi adoptée par les hommes. En France, dès le XVIe siècle, apparaissent les formes papouch ou babuc.

## Description

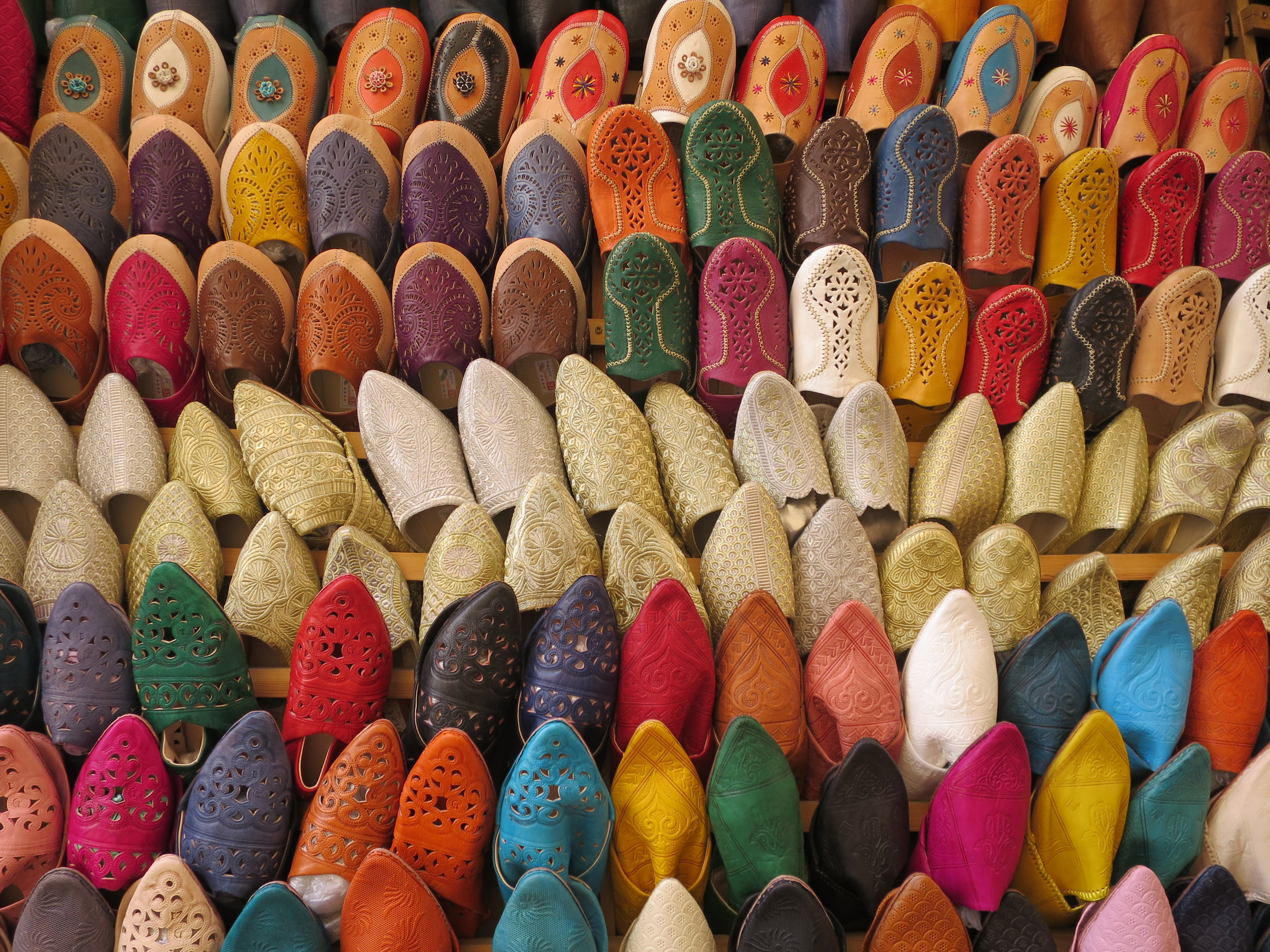
Des babouches de différents styles et couleurs.

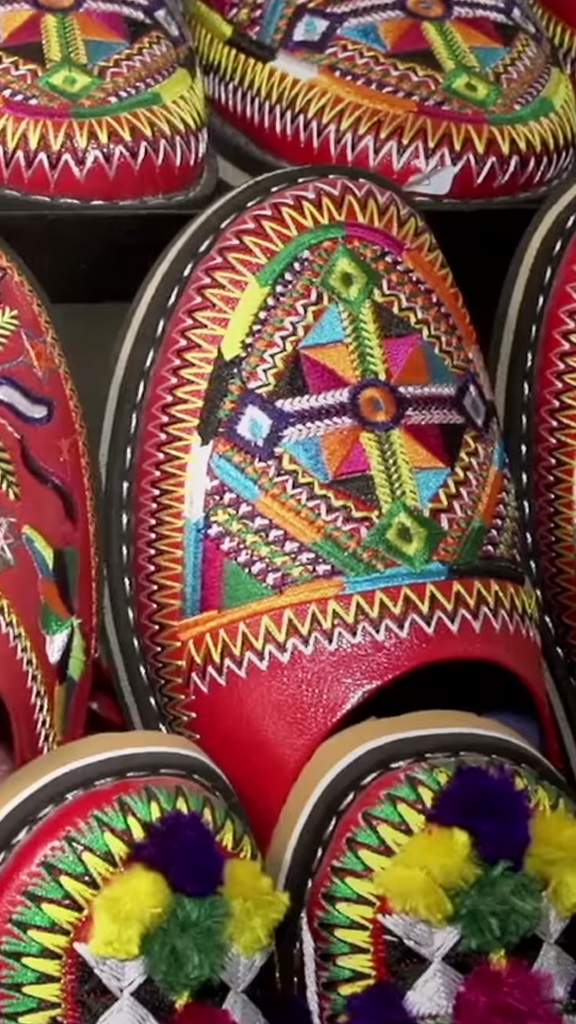
Babouches chleuhes (Idukan) d'Ida Ougnidif pour femme.

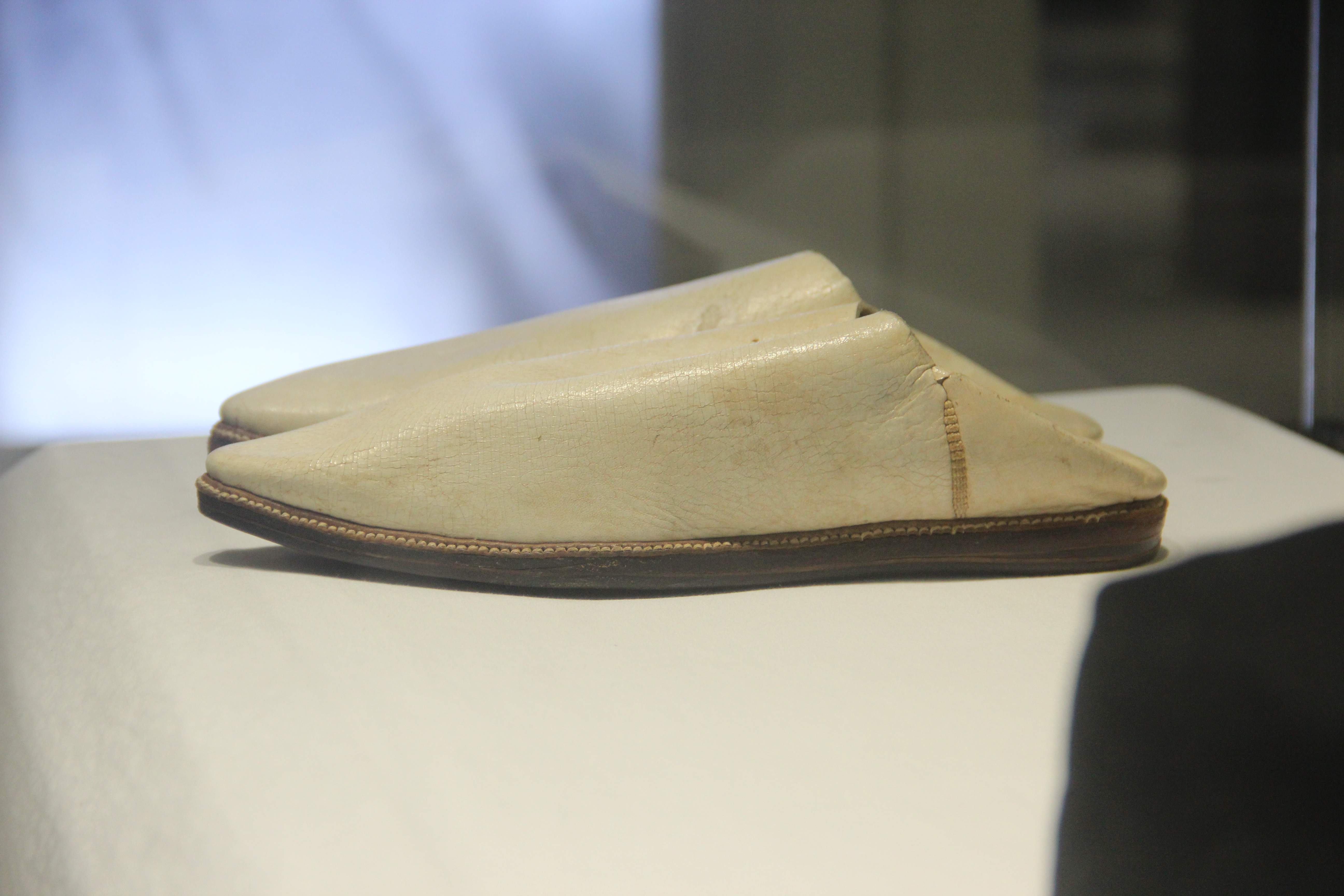
Babouches de Serigne Babacar Sy.

La babouche est une chaussure en cuir traditionnelle provenant du monde arabo-musulman.
Les babouches des Bédouins sont avec ou sans quartiers et oreilles pour les attacher à la façon de nos souliers, n'ont qu'une semelle mince et sont sans talons. Von Richter (de) mentionne les babouches sous la forme Paputschen et explique le mot par « pantoufles ».
Les babouches des citadins diffèrent de celles dont font usage les Bédouins, car elles n'ont ni quartiers ni oreilles et, en conséquence, elles ne s'attachent pas.
En France, au XVIIe siècle, la babouche est une pantoufle plate, à semelle fine, portée par les femmes, parfois brodée de perles.
La babouche actuelle est plate, légère et comportant un bout pointu, elle ne comporte ni quartier ni talon. Entre une allure authentique et une silhouette travaillée, il s'agit aussi d'un modèle répondant à une envie de confort et de retour aux sources dans l'univers de la mode.

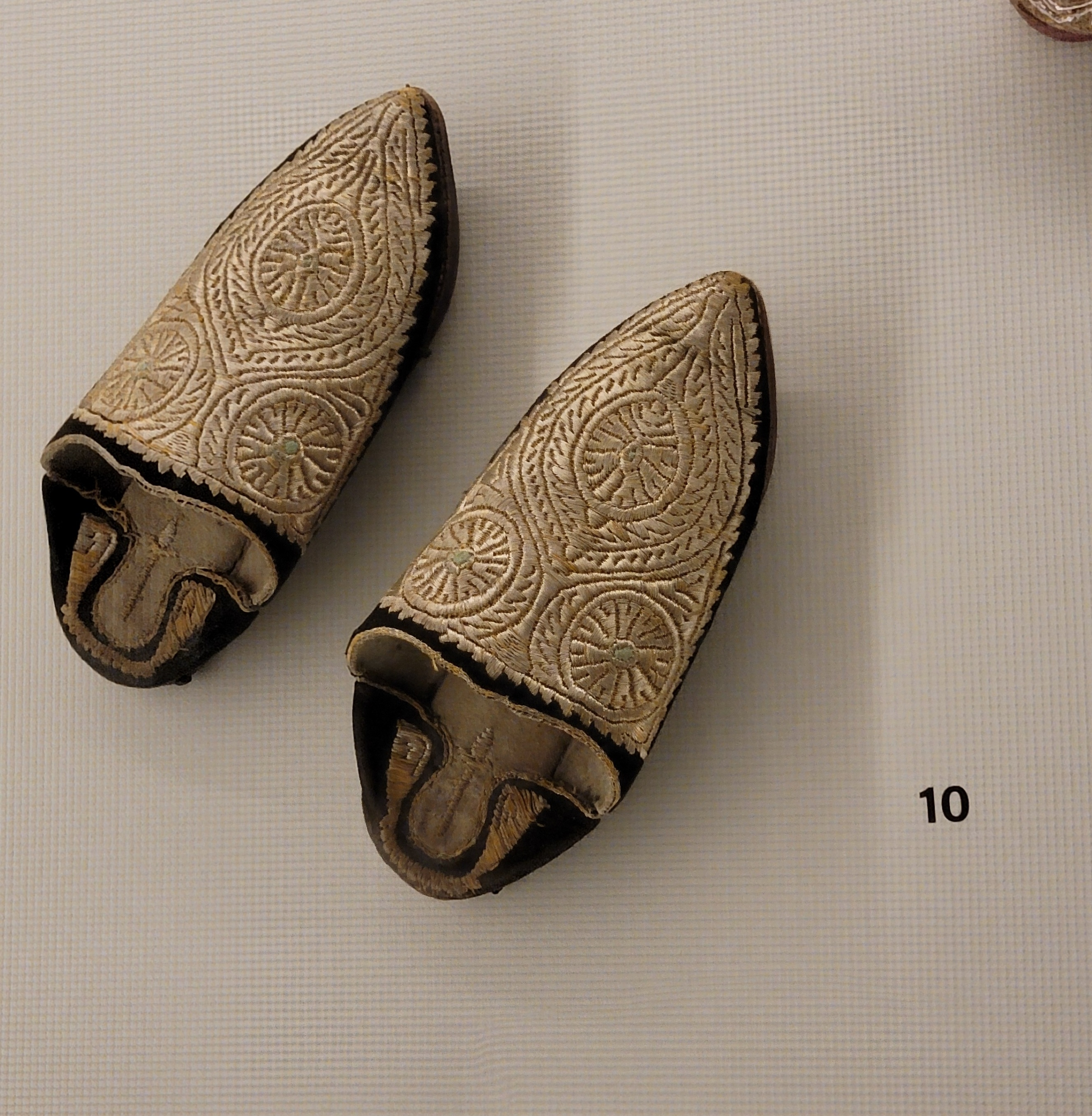
Babouche d'Oran XIXe siècle, musée du Quai Branly.

Grâce à son bout pointu et ses couleurs vibrantes, la babouche est redevenue à la mode en 2016. On peut en trouver chez des fabricants contemporains de la mode.
On en trouve plusieurs types :
- la balgha
- le besmaq
- la rihya
- la kontra